# Pápa Miklós
Pápa Miklós (Budapest, Terézváros, 1907. december 8. – Budapest, 1977. február 22.) jogász, természetjáró, turisztikai szakíró.

## Életpályája
Pápa Miksa (1880–1930) szatócs, fűszerkereskedő és Andreazzi Karolina Katalin (1883–?) gyermekeként született. Tanulmányait a Pázmány Péter Tudományegyetemen végezte, ahol 1937-ben jogi doktorátust szerzett.
1970-től a Kereskedelmi és Vendéglátóipari Múzeum kereskedelmi részlegének igazgatója volt.
Már ifjúkorában elkezdett érdeklődni a természetjárás és az ahhoz kapcsolódó területek: természetvédelem, műemlékvédelem, helytörténet, néprajz iránt.
1925-ben jelent meg első cikke az Ifjúsági Testnevelés című lapban. Több száz cikket publikált folyóiratokban és napilapokban, rendszeres szerzője volt a turista szaklapoknak, a Magyar Turista Életnek, a Természetjárásnak, a Turistának, a Turista Magazinnak. Tíz éven át szerkesztette a Meteor évkönyveket, és szerzője volt a Budai-hegyek útikalauz több kiadásának, mely közül az 1982-es kiadásúnak halála miatt már csak társszerzője lehetett.

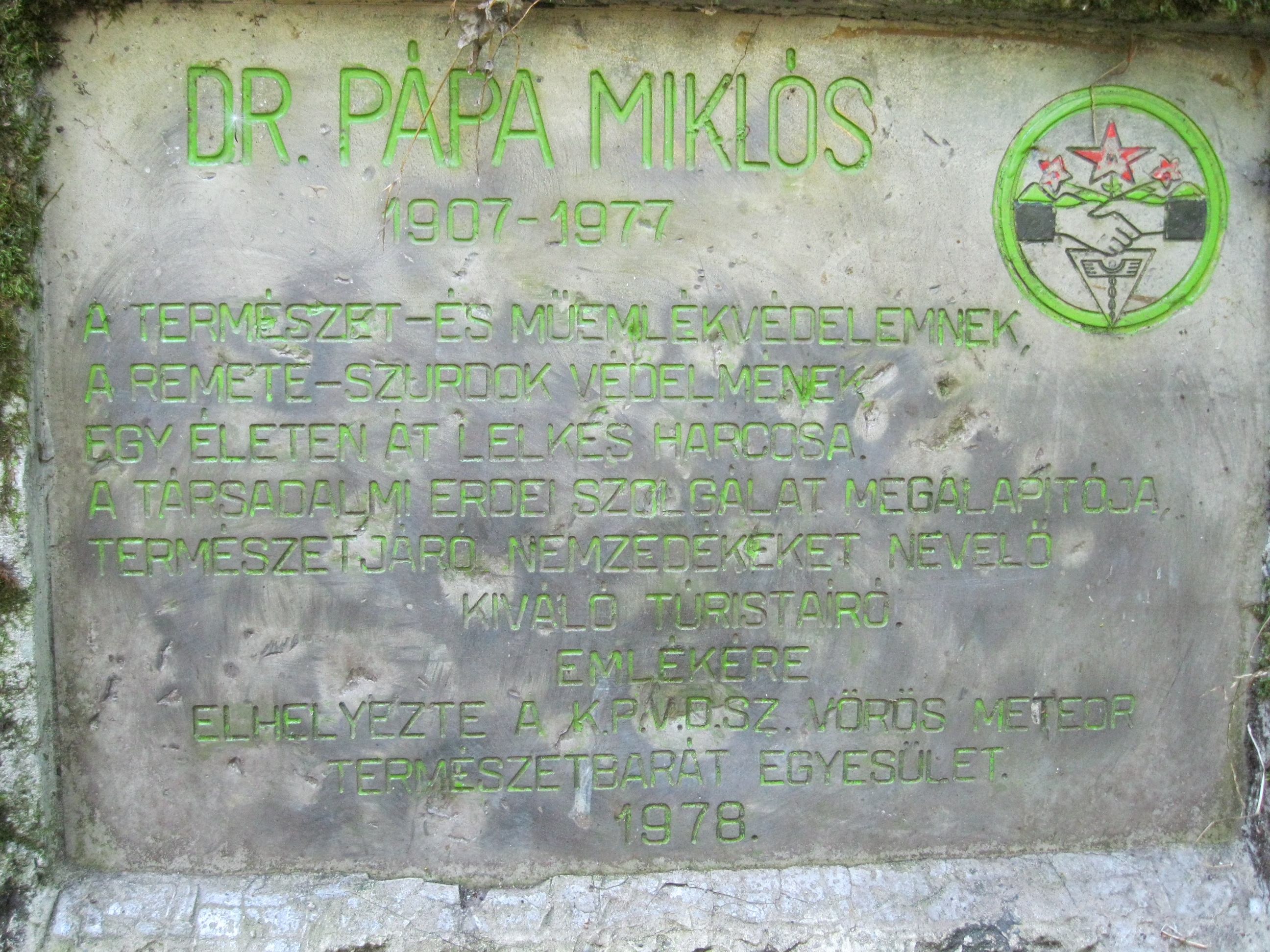
Emléktáblája a Remete-szurdokban

Hirdette az erdészek, vadászok és turisták közti barátságot, szorgalmazta a tudományos szervezetek és a természetjáró szervezetek közötti együttműködést. Megalapozta az alföldi természetjárást, az ottani turistautak kialakítását. Harcosan kiállt a Budapest melletti Remete-szurdok védelméért, ami miatt egykori egyesülete a KPVDSZ Vörös Meteor itt helyezte el emléktábláját, és a szurdokon átvezető utat róla nevezték el dr. Pápa Miklós útnak, mely egyben az Országos Kéktúra egyik résztávja.
Felesége Gáspár Katalin Ida volt, akit 1939. szeptember 8-án Budapesten, a Terézvárosban vett nőül.

## Művei
- Budai hegyek útikalauz (Budapest, Sport, 1956; 2. bővített kiadás: Budapest, Sport, 1957)
- Budai-hegység útikalauz (harmadik, bővített kiadás, Budapest, Sport, 1966)
- Természetbarátok az erdőkért. A Társadalmi Erdei Szolgálat jubileumi évkönyve (Budapest, 1972)
- Budai-hegység útikalauz. Budapest, Sport, 1982. ISBN 963 253 300 3 (A könyvet Pápa Miklós és Dénes György írták. Dénes György szerkesztette.)

## Díjai, elismerései
- Szocialista Kultúráért (1973)[7]